# Khruangbin
Khruangbin (en thaï เครื่องบิน, krʉ̂ʉang-bin : « avion » ; prononcé en anglais [ˈkɹʌŋbɪn]) est un groupe de musique nord-américain originaire de l'État du Texas. Ses trois membres, Laura Lee à la basse, Mark Speer à la guitare et Donald Johnson (surnommé « DJ ») à la batterie, proposent un mélange d'influences très diverses pouvant venir de la soul, du dub, du rock, des musiques du monde ou encore du mouvement psychédélique.

## Formation du groupe
Laura Lee rencontra Mark Speer via une connaissance, partageant avec lui un intérêt pour la culture du Moyen-Orient. En 2009, Lee se mit à la basse puis participa l'année suivante à la tournée des artistes Yppah et Bonobo, avec Speer à la guitare. Cette tournée encouragea les deux instrumentistes à faire plus de musique ensemble et plus sérieusement, dans un état d'esprit constituant alors les prémices du groupe. Ils partirent pratiquer dans une grange à Burton, localité du Texas, où ils développèrent un son de basse intense et psychédélique, qui devint une des bases de leur musique.
En quête d'un percussionniste, ils demandèrent à Donald Johnson, qui jouait de l'orgue dans une église texane à Houston quand il rencontra Speer, de rejoindre le duo comme batteur pour accompagner la guitare et la basse. La grange devint le lieu de leurs enregistrements et ils choisirent de nommer leur trio avec le mot thaï Khruangbin (เครื่องบิน), signifiant « avion » et pouvant symboliser l'aspect international des influences du groupe.

## Musique

### Années2010
Après leur tournée avec le musicien Bonobo, ce dernier choisit leur morceau A Calf Born in Winter pour sa compilation de la série Late Night Tales sortie en 2013, qui devint le plus populaire du disque. Cela favorisa le développement d'une audience pour le premier album du groupe sorti en 2015, The Universe Smiles Upon You, qui puise dans l'histoire de la musique thaïlandaise des années 1960, plus spécifiquement dans le luk thung,.
Peu après, le journal The Guardian leur consacra le no 70 de sa chronique Nouveau groupe de la semaine. Le trio fit les premières parties d'artistes comme Father John Misty, Tycho et Massive Attack. Il rejoignit aussi le circuit des festivals, jouant au Glastonbury, au Bonnaroo, à l'ACL (en), à l'Outside Lands (en), au Desert Daze et au South by Southwest.
En janvier 2018, le groupe annonça son deuxième album, Con Todo El Mundo. Ce titre viendrait du grand-père mexicano-américain de Laura Lee, qui lui aurait souvent demandé en espagnol « ¿ cómo me quieres ? » (comment m'aimes-tu ?) et n'aurait accepté qu'une seule réponse, « con todo el mundo » signifiant « avec tout le monde ». Il symbolise une fois de plus l'ouverture au monde présente dans l'inspiration musicale du groupe, qui pour ce deuxième album, se nourrit entre autres d'influences venant du Moyen-Orient, d'Espagne ou encore des Caraïbes,.
Peu avant la sortie de l'album, le groupe reprit aussi dans une version instrumentale la chanson Ma Beham Nemiresim de la chanteuse iranienne Googoosh, sur la compilation Artists Rise Against Islamophobia, et créa une playlist spéciale Téhéran sur Spotify, parmi plusieurs autres playlists spécifiques à des villes, faisant partie de leur série Air Khruang DJ. De nouveau pour Spotify, Khruangbin enregistra en direct une reprise de la chanson Khuda Bhi Aasman Se, interprétée par Mohammed Rafi dans le film Dharti (en) (1970), un classique de Bollywood. Le groupe élabora à cette époque le site musical AirKhruang, générant des playlists de voyage pour ses utilisateurs. Toujours en 2018, le groupe joua en première partie de Leon Bridges pendant sa tournée Good Thing, association qui vit naître une participation de celui-ci à l'EP Texas Sun sorti en février 2020.
En 2019, le groupe se produisit en première partie de Trey Anastasio lors de la tournée Ghosts of the Forest. Khruangbin enregistra cette même année un album hommage au guitariste africain Ali Farka Touré, en collaboration avec le fils de ce dernier, le musicien Vieux Farka Touré.

### Années2020
En avril 2020, la sortie sur le label Dead Oceans du troisième album studio, Mordechai, fut annoncée pour le 26 juin, avec le partage d'un de ses titres, Time (You & I). En plus d'annoncer la relance d'AirKhruang, le groupe partagea en mai 2020 une autre piste de l'album, So We Won't Forget, avec un clip réalisé par Scott Dungate. Un nouveau morceau tiré de l'album et intitulé Pelota, sortit en single le 16 juin 2020 sur Dead Oceans, accompagné d'un clip réalisé par Hugo Rodríguez Rodríguez. Laura Lee précisa que le groupe voulait un troisième album sonnant comme « le monde, plutôt qu'une partie du monde en particulier », avec des influences d'Afrique de l'Ouest, d'Inde, du Viêt Nam, d'Allemagne, de Tchéquie, du Mexique et d'autres cultures. Khruangbin fit la couverture juillet/août 2020 du magazine Relix. 
Le 23 septembre 2022, l'album enregistré en 2019 et intitulé Ali, parut sur le label Dead Ocean, contenant huit réinterprétations des chansons d'Ali Farka Touré. 
En janvier 2024, le trio annonça un nouvel album en partageant un de ses morceaux, A Love International, accompagné d'un clip réalisé une fois encore par Scott Dungate, qui avait aussi réalisé la vidéo du morceau Two Fish And An Elephant. L'album nommé A La Sala et contenant 12 pistes aux titres polyglottes, fidèles à l'ouverture du groupe, sortit le 5 avril suivant de nouveau sur le label Dead Oceans,. La tournée accompagnant l'album fut également dévoilée, avec des dates en Amérique du nord et en Europe.  

### Genre
Le genre musical du groupe est un sujet vivement débattu par les critiques. Essentiellement instrumental, il a été qualifié de soul, surf rock, psychédélique, rock, dub, funk, étant même décrit comme « électronique » par un site web. Les termes les plus communément employés pour désigner la musique de Khruangbin sont ceux de « thaï funk », bien que les membres du groupe eux-mêmes s'éloignent des conventions de genre, en refusant ouvertement qu'on leur colle une quelconque étiquette. Comme l'a observé Rob Shepherd, journaliste musical chez PostGenre, « le nom Khruangbin, qui signifie « engin volant » ou avion en thaï, est parfait pour leur musique car elle traverse souvent les frontières et les cultures ».